# Váša Příhoda
Váša Příhoda   (Vodňany, 22 d'agost de 1900 - Viena, 26 de juliol de 1960),va ser un violinista txec.

## Biografia
Fill d'Alois Příhoda, director d'una escola de música al barri de Praga de Nusle. Va estudiar al Conservatori de Praga (1910-1912) amb Jan Maržák. El 1912 va donar el seu primer concert en solitari a Praga, interpretant obres de Mozart, Dvorak i Kurt Fiebig.
Va començar a donar concerts per tot Europa el 1913, però a causa de la Primera Guerra Mundial, la gira gairebé no va aportar diners, de manera que el 1919 el músic desesperat ja tocava en un restaurant de Milà. Aquí Arturo Toscanini el va sentir, declarant públicament: "I Paganini no hauria pogut tocar millor". Gràcies a l'ajuda activa del gran director, la carrera de Przygoda es va enlairar i durant els cinc mesos següents va donar 84 concerts a Itàlia.
El 1920, Przygoda va anar de gira per l'Argentina, des d'on es va traslladar als Estats Units, on la seva actuació va rebre crítiques entusiastes, com Naana Franco. En tornar a Europa, Przygoda va viure i treballar principalment a Àustria, donant classes al Mozarteum de Salzburg.
Durant la Segona Guerra Mundial, va donar activament concerts sobre el Tercer Reich. El primer any i mig després del final de la guerra es va associar per a Przygoda amb els intents de protegir la seva reputació, que es va veure afectada negativament no només pels seus èxits creatius a finals dels anys 30 i principis dels 40, sinó també pel fet que la seva primera esposa, la violinista d'origen jueu Alma Rosé, va morir a Auschwitz (Przygoda va ser acusat de divorciar-se d'ella per motius de carrera; la seva segona dona, però, també era jueva, i el mateix matrimoni amb Alma va durar del 1930 al 1935, és a dir, es va trencar abans d'això. Com que Àustria va arribar a ser l'objectiu de les campanyes antisemites nazis). A finals de 1946, els càrrecs i la prohibició de treballar contra Przygoda es van aixecar en gran part, i va tornar a començar a donar concerts de manera intensa, mentre vivia principalment a Itàlia i Àustria i ensenyava a Viena.
Malgrat una greu fractura de braç el 1954, Příhoda va viure la seva millor hora el 1956 durant la seva actuació al festival de la Primavera de Praga, que va rebre un aplaudiment sense precedents. L'any 1958 es va fer l'enregistrament més famós de Przygoda: la variació de Paganini "Nel cor più non mi sento" (sobre el tema de "La bella dona del moliner") de Paisiello.
Przygoda va començar com un virtuós del tipus romàntic, interpretant amb èxit peces tècnicament complexes de Paganini, Giuseppe Tartini i Heinrich Wilhelm Ernst; Amb el temps, l'afició del violinista per la música de saló va donar pas a un repertori més seriós, dominat per Mozart i Beethoven.